# Josia ligula
Josia ligula là một loài bướm đêm thuộc họ Notodontidae. Loài này có ở Nam Mỹ, on the lowlands of Amazon basin, the Guiana shield, và the Atlantic coastal forest của Brasil.

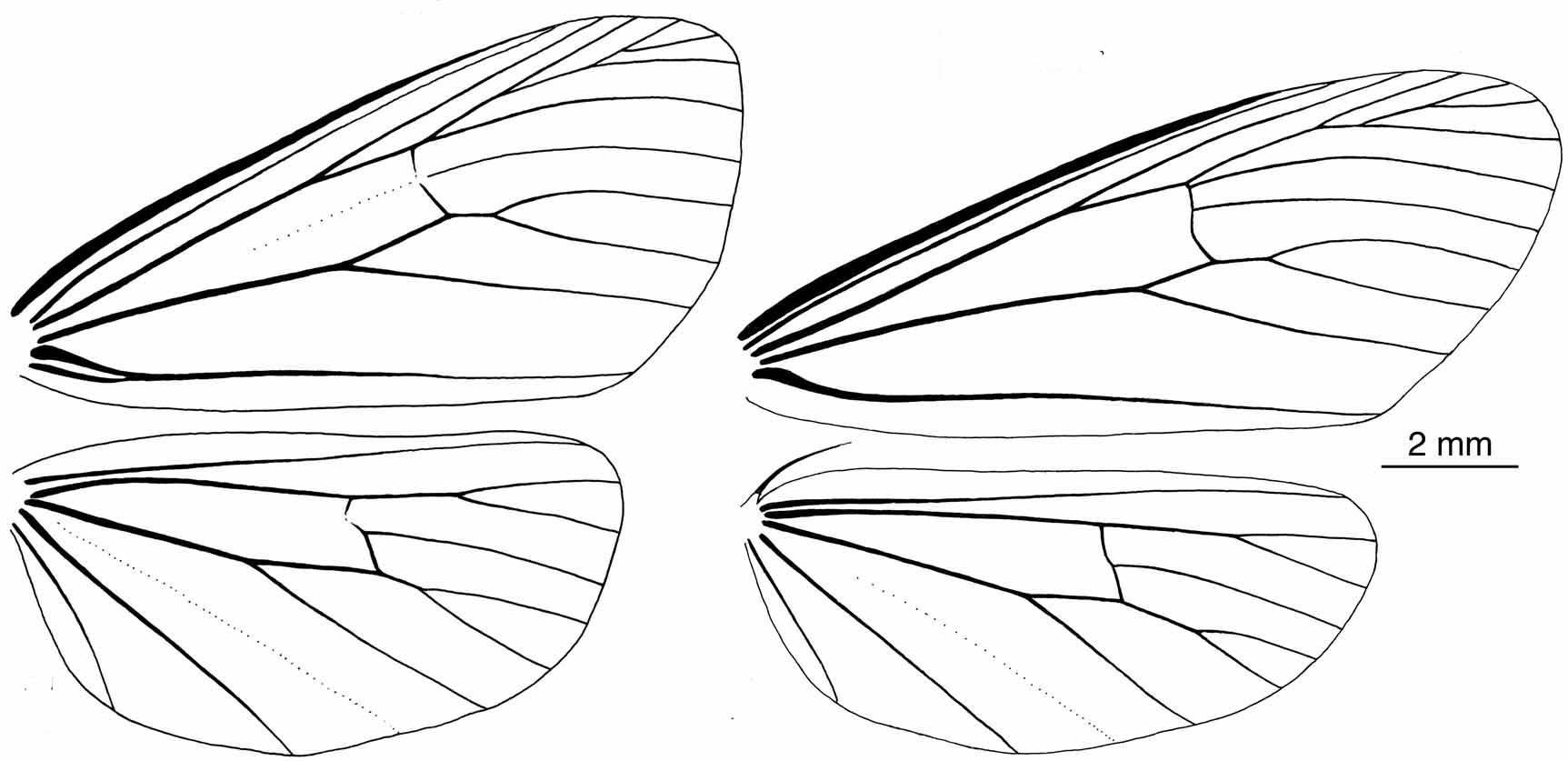
Wing venation của Josia mononeura (left) và Josia ligula (right)